# Хајделберг
Хајделберг (њем. Heidelberg) општина је у њемачкој савезној држави Баден-Виртемберг. Налази се на реци Некар, на пола пута између Франкфурта и Штутгарта. Према процени из 2022. било је 162.273 становника. Посједује регионалну шифру (AGS) 8221000.
Хајделберг је стари град. Први пут се помиње 1196. године. Изнад старог хајделбершког града уздиже се велики стари замак. Направљен као тврђава, а у 16. веку је претворен у замак. Запалили су га Французи у рату 1683. и ускоро потом је обновљен. Али, поново је изгорео 1764. и напустио га је кнез-изборник. Касније није обнављан, већ је грађа развлачена. Године 1800. делимично је конзервиран.
Данас је Хајделберг атрактивна мешавина старог и новог, средњовековног и модерног. У близини се налази велика америчка војна база, са командом америчке војске за Европу.

## Географија

### Клима
| Месец                             | Јан | Феб | Март | Апр | Мај | Јун | Јул | Авг | Сеп | Окт | Нов | Дец | годишњи просек |
| --------------------------------- | --- | --- | ---- | --- | --- | --- | --- | --- | --- | --- | --- | --- | -------------- |
| Просечне високе температуре ( °C) | 3   | 5   | 10   | 15  | 19  | 22  | 24  | 23  | 20  | 15  | 8   | 4   | 14             |
| Просечне ниске температуре ( °C)  | -1  | -   | 1    | 5   | 9   | 12  | 14  | 13  | 10  | 6   | 2   | -   | 5              |
| Просечне месечне падавине         | 46  | 42  | 45   | 47  | 59  | 80  | 72  | 78  | 53  | 52  | 49  | 53  | 676            |

## Градске области
Хајделберг је подељен на 15 области које су груписане у шест сектора. У централном подручју града су Алтштат (стари град), Бергхајм и Вестшат. У северном делу града су Нејенхајм и Хандшусхајм. На истоку су Цигелхаузен и Шлијербах. На југу града се налазе Зидштат, Рорбах, Емертсгрунд и Боберг, а на југозападу је Кирхајм. На западу су области Банштат, Пфафенгрунд и Вијеблинген.
Планирана је изградња нове градске области под именом „Банштат“ („град возова“) на месту унутар западног дела града и Вијеблингена. Нова област би имала око 5-6 хиљада становника, а отворило би се и нових 7.000 радних места.

## Историја
Докази о насељености овог подручја сежу до давне праисторије, што се види у открићу познатог хајделбершког човека 1907. године у близини Хајделберга, фосила људске доње вилице старе око 600 хиљада година, која је припадала људским прецима односно хомо еректусу, што је најранији доказ људског постојања у Европи.
У 5. веку п. н. е. у овом подручју Келти су изградили заштитно утврђење - храм за молитву, на Хајлигенбергу или Брду светаца, које и данас постоји. Двеста година касније, Келти су из необјашњених разлога, напустили тврђаву. Године 40, тврђаву су освојили Римљани те у њу смештају 24. римску кохорту и 2. сиренашку кохорту (либијска покрајина Сирена). Касније су Римљани направили и одржавали каструм и сигнални торањ на обали ријеке Некар, преко које су направили дрвени мост. Прва цивилна насеља су се почела развијати под заштитом кампа. Римљани су овде остали до 260. године, када утврду заузимају германска племена.
Темељи данашњег Хајделберга настали су у 5. веку, да би већ 769. први пут било поменуто село Бергхајм (дословно Кућа на брду). Данас се Бергхајм налази у средишту модерног Хајделберга. Године 863, основан је манастир Светог Михајла на брду Хајлигенберг, унутар двоструких зидина келтске тврђаве, а око 1130. основан је манастир у Нојбергу у долини Некара. У исто време, бискупија Вормс је ширила свој утицај на долину оснивајући 1142. године опатију Шенау.
Године 1155, дворац Хајделберг и околна насеља су преузели владари из династије Хоенштауфен, а Конрад Хоенштауфен је постао гроф Палатина од Рајне. 1195. године Палатин прелази у руке династије Велф путем брачних веза. Прво спомињање града Хајделберга је откривено у документима опатије Шенау, а датира око 1196. године, што се и данас сматра годином оснивања града.
Године 1225, баварски војвода Лудвиг I Баварски освојио је Палатин, а тиме и дворац, што је споменуто у историјским документима. У документима из 1303. споменута су два дворца: један негде више у брдима, а који је уништен у експлозији барута 1537. године; и други, нижи, на чијем је месту данашња палата Хајделберг. Године 1356, грофовима Палатина су одобрена далекосежна права путем Златне буле, а као додатак томе постали су изборни кнежеви.
Године 1386, године, Рупрехт I Црвени, изборни принц Палатина основао је Универзитет у Хајделбергу, као прву високошколску установу на подручју данашње Немачке, а у то време је био трећи универзитет на подручју Светог римског царства (после Беча и Прага). Универзитет је играо важну улогу у ери хуманизма и реформације, у сукобу између лутеранизма и калвинизма у 15. и 16. веку. Библиотека у Хајделбергу је основана 1421, најстарија је јавна библиотека у Немачкој и очувана је до данас.
Године 1620, изборном принцу Фридриху V од Палатината (био је ожењен Елизабетом Стјуарт, најстаријом кћерком енглеског краља Џејмса I) понуђена је круна Бохемије. Међутим, Бохемијом је владао само једну зиму (по чему је у историји познат под надимком „Зимски краљ“), након чега му круну насилно одузимају Хабзбурговци. Ово је представљало и повод за избијање Тридесетогодишњег рата.
Након опсаде која је трајала два месеца, 1622. војске католичке лиге под заповедништвом баварског грофа Јохана Церкласа Тилија заузеле су Хајделберг и опљачкале чувену Библиотеку Палатина и све књиге и документе поклонили папи Гргуру XV. Баварски, католички владари из династије Вителсбах преузели су власт над Палатинатом и титулом изборног принца. Тек на крају рата 1648, син Фридриха V, Карл Лудвиг I, успео је повратити земљу и титулу.
Да би учврстио своју династичку моћ, он је удао своју кћерку Елизабету Шарлоту за Филипа I, војводу од Орлеана, брата француског краља Луја XIV. Након смрти изборног принца Карла II, сина Лудвига Карла I, француски краљ Луј XIV затражио је да преузме круну и наследство своје снахе. Његови захтеви су одбијени па је отпочео рат. Французи су два пута освојили Хајделберг 1688. и 1693. и потпуно га опустошили.
Године 1720, због религијских сукоба са грађанима Хајделберга, изборни принц Карло Филип III преместио је своју резиденцију у оближњи Манхајм, који остаје престоница док изборни принц Карло Теодор није постао изборни принц Баварске 1777. и основао своју престоницу у Минхену. Претходно је он 1742. отпочео реконструкцију хајделбершке палате, међутим након што је здање уништила олуја 1764, радови нису довршени.
Хајделберг пада у посед великог војводства Баден 1803. године. Велики војвода Карло Фредерик од Бадена поново отвара универзитет под именом Руперто-Карола, назван по његовим оснивачима. Многи угледни научници који су у њему деловали, допринели су да универзитет добије репутацију „краљевске резиденције знања“. Током 18. века, град је преуређен у барокном староготичком стилу.
У Хајделбергу је 1815. склопљена Света Алијанса између Аустрије, Русије и Пруске, која је Наполеону задала одлучујући ударац. Овде је 5. марта 1848. одржана немачка национална скупштина. Током фалачко-баденске побуне 1849, Хајделберг је био седиште револуционарне војске коју је пруска армија поразила, и затим окупирала град све до 1850.

### Романтизам у Хајделбергу
Хајделберг је био средиште епохе романтизма у Немачкој. Ту је деловао чувени круг песника попут Јозефа фон Ајхендорфа, Јозефа фон Гереса, Арнима и Клеменса Брентана. Као оставштина овог периода сматра се и „Алеја филозофа“, панорамско шеталиште изван града, у близини Хајлигенберга.
Епоха романтизма немачке филозофије и књижевности је описана као покрет против класичних и реалистичних теорија књижевности, као супротни пол рационализму из доба просветитељства. Он уздиже средњовековно схватање и елементе његове уметности и промовише средњовековно приповедање као и народну уметност и епистемологију засновану на природи, која укључује људске активности условљене природним формама језика, обичаја и понашања.
Индустријска револуција 19. века није оставила много трагова на град. Полако се развијао туризам, а град је повезан железницом 1840. године.

### Нацистичка власт
Током нацистичког режима (1933—1945), Хајделберг је био снажно упориште Нацистичке партије, која је била и најјача странка на изборима пре 1933. Због тога, сви неаријевски радници Универзитета су били дискриминисани, а до почетка рата 1939. Универзитет је изгубио трећину запослених из расних и политичких разлога. Током Кристалне ноћи 9. новембра 1938, становници Хајделберга су спалили обе синагоге које су постојале у граду. Следећи дан је започела систематска депортација Јевреја, а сматра се да је тада око 150 Јевреја послано у концентрациони логор Дахау. Непуне две године касније, 22. октобра 1940. током акције назване „Вагнер-Биркел“ око 6 хиљада Јевреја из околине, укључујући њих 280 из града Хајделберга депортовано је у концентрациони логор Герс у Француској. Током 1934/35. нацисти су направили огромни амфитеатар на брду Хајлигенберг на северном делу старог дела града, који им је служио за одржавање пригодних прослава, културних догађаја и слично, којима се славио националсоцијализам.
Америчка војска је у Другом светском рату ушла у Хајделберг 30. марта 1945, којег су нацисти напустили дан раније, након што су уништили стари мост како би успорили напредовање савезника. У то време, он је био једино место за прелаз тешким оклопним возилима преко Некара. Постоје неке теорије да је Хајделберг био поштеђен бомбардовања током Другог свјетског рата, пошто је америчка војска хтела да користи град за смештај својих трупа након рата. Поједини сматрају да је то зато што је једно време ту студирао и Винстон Черчил. Иначе Хајделберг је и пре Другог светског рата важио за универзитетски центар и био у рангу са Оксфордом и Кембриџом. Стварни разлози су били то што Хајделберг није био ни индустријски ни саобраћајни центар, па није постојало ништа толико вредно за бомбардовање а при том у њему се налазила клиника и много болница у којима су били смештени рањеници. Такође, познато је да су од стране савезника у већини случајева бомбардовани градови са већинским протестантским становништвом, док су градови у којима су живели претежно Католици били поштеђени. Стога су се ваздушни напади фокусирали на оближње индустријске центре Манхајм и Лудвигсхафен. Након рата, 1945. је поново отворен Универзитет на иницијативу хирурга Карла Хајнриха Бајера и филозофа Карла Јасперса.

## Привреда

### Туризам
По подацима из 2004, 81,8% свих становника је било запослено у терцијарном сектору укључујући и туризам. Као остатак из периода романтизма, Хајделберг је широм света промовисан као град романтике, што привлачи више од 3,5 милиона туриста сваке године. Редовно се организују многи догађаји. У пролеће се одржава фестивал класичне музике „Хајделбершко пролеће“ као и међународни сајам ускршњих јаја. У јулу и августу одржава се фестивал у дворцу Хајделберг. Прве суботе у јуну и септембру и друге суботе у јулу, дворац и стари мост су осветљени светлима и ватрометом.
Јесењи фестивал у старом граду у септембру укључује и средњовековни сајам са 40-так штандова гдје се могу наћи уметнички радови и рукотворине, као и многи сувенири. Пре Божића, организовани су бројни божићни сајмови широм старог дијела града.

### Индустрија
Само око 18% свих запослених ради у области индустрије. Једне од најважнијих су штампарска и издавачка делатност. Хајделберг са својом главном улицом прави је магнет за куповину за све посјетиоце града и становништво околних руралних насеља.

### Америчке војне базе
Након Другог свјетског рата, Хајделберг је био један од малобројних немачких градова који нису били у знатној мери порушени при савезничком бомбардовању. Пошто се налазио у америчкој окупационој зони, град је постао командно место америчких снага у Европи. До данас је остало неколико војних грађевина попут касарне Кембел (ранија касарна нацистичког Вермахта) која је командно седиште неколико јединица. Ту се налазе команде USAREUR-а (United States ARmy EURope) и НАТО копнених снага за централну Европу (LANDCENT). Постоји и очуван мањи амерички војни аеродром, али га данас користе само хеликоптери.

## Историјске грађевине

### Стари град
Стари град, на немачком Altstadt, се налази на јужној обали Некара, веома је дуг и узак а над њим доминирају рушевине хајделбершке палате, издигнуте око 80 m изнад реке на стрмом брду обраслом шумом, званом Краљевски престо (Königstuhl). Карлова врата (Karlstor) су тријумфална капија у част изборног принца Карла Теодора, а налазе се на самом истоку града. Постављена су између 1775. и 1781, а пројектовао их је Никола де Пигаж (Nicolas de Pigage). Једна од малобројних грађевина која је преживјела рат за наследство је кућа витеза св. Ђорђа (Zum Ritter Sankt Georg). Налази се насупрот цркве Светог Духа, а изграђена је у стилу касне ренесансе. Кућа је добила име по кипу на крову.
Такозвани Марштал је било складиште оружја за одбрану хајделбершког дворца, у којем су чуване разне робе. Грађевина из 19. века која и данас стоји, је направљена у неокласичном стилу. Од 1971. Марштал се користи као универзитетски аудиторијум.
Стари мост изграђен је између 1786. и 1788. од камена. Постоји и стари средњовековни мост са уставом на бочној страни старог града, као првобитни део градских зидина. Барокни кров на торњу је додат као део изградње каменог моста 1788.

### Дворац Хајделберг
Стил у којем је изграђен дворац је мешавина готике и ренесансе. Изборни кнез Рупрехт III је подигнуо прву типичну грађевину у унутрашњем дворишту као краљевску резиденцију. Зграда је била подељена на приземље зидано од камена и горње спратове од дрвета. Друга краљевска зграда се налазила насупрот Рупрехтове - краљевска дворана са фонтаном. Постоје предања која кажу да је изборни кнез Филип наредио да се при градњи дворане уграде стубови који су наводно били из срушене палате Карла Великог.
У 16. и 17. веку изборни кнезови су додали још две краљевске грађевине у дворац и од њега начинили палату. Две грађевине које доминирају палатом на источној и северној страни су изграђене за време владавине Отхајнриха и Фридриха IV. Под влашћу Фридриха V изграђена је главна зграда на западној страни палате која се назива „енглеска зграда“.
Палача и њени вртови су уништавани неколико пута (за време Тридесетогодишњег рата и рата за наслеђе Палатината). Када је палату покушао да реконструише изборни кнез Карл Теодор, који је столовао у Швецингену, у току реконструкције 1764. наишла је снажна олуја и од удара грома запалила се и изгорела готово цела конструкција. Реконструкција је пропала, а палата препуштена пропадању. Касније се користила као извор камена за градњу; од њеног камена направљене су многе куће у Хајделбергу. Ово је зауставио гроф Карло де Граимберг 1800. године који је по сваку цену настојао да очува хајделбершку палату. Премда је њена унутрашњост била у готичком стилу, након 1934. додана је краљевска дворана.
Данас се краљевска дворана користи за разне фестивале, нпр. гозбе, балове и позоришне представе. Током фестивала у дворцу Хајделберг у лето сваке године, двориште дворца је место гдје се одржавају бројни музички концерти, опере и мјузикли у изведби Оркестра града Хајделберга.
Дворац је окружен парковима којима је некад шетао чувени песник Јохан Волфганг фон Гете. Преко дворца пролази и брдска жичара која иде са трга Корнмаркт у граду ка врху брда Кенигстул.

### Алеја филозофа
На северној обали Некара, налазе се остаци келтског утврђења и „Алеја филозофа“. Ова алеја је добила име по чињеници да су филозофи и професори који су дјеловали на Универзитету, често њом шетали и разговарали. Из ње се пружа предиван поглед на стари део града и дворац.

### Универзитет у Хајделбергу
Хајделберг је седиште једне од најстаријих образовних институција у Европи, „Универзитета Рупрехт-Карл“, основаног 1386, познатог и као Универзитет у Хајделбергу. У њему су деловали неки од најпознатијих мислилаца и научника свих времена: Георг Вилхелм Фридрих Хегел, Ханс Георг Гадамер, Јирген Хабермас, Карл Ото Апел и Хана Арент. Један од његових студената, Карл фон Драјс је 1817. патентирао бицикл. На овом универзитету, хемичари Поселт и Риман су открили да је никотин главни фармаколошки активни састојак дувана. И поред овако значајних достигнућа и високе репутације професора, универзитет је био прва образовна институција која је избацила све студенте и професоре јеврејског порекла када су нацисти дошли на власт.
На Универзитету се данас налазе многобројне научне институције: Европска молекуларно-биолошка лабораторија, Европска молекуларно-биолошка организација, Немачки центар за истраживање рака, Институти Макса Планка за медицинска истраживања, астрономију, нуклеарну физику и компаративно јавно и међународно право. Кроз Универзитет су прошли бројни Нобеловци: Ото Мејерхоф, Волфганг Кетерле, Георг Витиг и Карл Бош, као и Роберт Вилхелм Бунзен.
На том универзитету, средином и крајем 19. века студирали су и неки од првих Срба послатих на школовање у западну Европу, као Коста Цукић, Јован Ристић, Јеврем Грујић, Љубомир Каљевић, Сима Тројановић, Владимир Јакшић, Љубомир Ненадовић, Светозар Марковић, Димитрије Матић, Аћим Чумић и Татомир Анђелић.

## Међународни односи
Хајделберг град је побратим следећим градовима:
- Кембриџ, Уједињено Краљевство од 1957.
- Монпеље, Француска од 1961.
- Реховот, Израел од 1983.
- Симферопољ, Украјина од 1991.
- Бауцен, Саксонија, Немачка од 1991.
- Кумамото, Јапан од 1992.